# 武樹善
武樹善（1863年？—1948年），字穫堂，亦號念堂，陕西省渭南县官道镇人，清朝及中华民国政治人物、学者。

## 生平
光緒癸巳科舉人，分發山西，歷署壺關、安邑、永濟、臨汾等縣知縣，隰州直隸州知州、平陽府知府。
光绪十九年（1893年），渭南县知县樊增祥倡议重修景贤书院。经过数年努力，最终书院重修完工。武树善在《渭南县下邽景贤书院重修记》中称：“尊经之阁，享贤之祠，庋经之宸，讲艺之堂，栖士之所，以及户牖案几，炉灶釜甑之属，无不鼎然犁然，纲举目张。”书院建成后，随即聘下邽新举人武树善出任该书院的山长。光绪二十八年（1902年），武树善赴山西作官，此后先后由武豫泰、李凌虚、王念祖等人继任山长。
辛亥革命爆发后，清朝山西巡抚陆钟琦鉴于陕西发生革命党起义，乃急电驻临汾的太原镇总兵兼后路巡防统领谢有功，调集所部马步七旗兵，集中到临汾等候命令，并命谢有功先率少数步队视察黄河防务，电到启程，不得迟延。陆钟琦又急电潞安协台兼后路巡防帮统陈政诗驰赴临汾，招募马三、步四共七旗新军，于1个月内成军，开赴原防各县巡防。
1911年10月29日，山西太原发生起义，陆钟琦被革命军击毙。当时，陈政诗为筹集军饷，正由潞安赴运城，找河东盐法道余粢接洽新军军饷事宜；谢有功又正在巡查风陵渡，所以陈政诗、谢有功都不在临汾。前经谢有功下令巡防各县的七旗后路官兵，此时奉命全体开入临汾。临汾上下不知此军开来的详情，顿时谣言四起。临汾府知府耆昌早已将家属送回北京，临汾府衙门的人役全部逃走，仅剩耆昌一个人。临汾县知县武树善，也因为有军队而无军饷，故躲避。七旗后路官兵驻防临汾城后，自由行动，变相抢掠，不听官长约束。
革命党人侯少白、张志良乃与临汾防军的官长接洽，步兵管带李家有、骑兵管带尹钦齐均同意在临汾起义，骑兵左哨哨官陈子标更是热心于起义。此时，陈政诗由运城返回临汾，召集驻临汾的七旗官长称：“我已接到公事，后路巡防队完全归我指挥，我主张集中训练，保境安民，最近还要成立七旗新兵。”陈政诗随即设立新兵招募处，不到一个月便招募到七旗2000多人，加上原有七旗的2000多人，共计十四旗4000余人，其中六成以上有枪支。陈政诗对外宣称准备进攻太原。
此时，太原的山西军政府已派出南路军正、副司令刘汉卿、李太魁，率一营南下。因人数过少，该部行动缓慢，途经平遥县时，平遥县知县即通过密函告知临汾县知县武树善：“来兵不满五百，形同乞讨，我县无兵，不能设法，临汾大兵所布，又有韩侯岭险要可守，派兵一击，必操胜算。”武树善遂转告陈政诗，陈政诗派兵防守韩侯岭，并请侯少白及其他临汾士绅共四人，赴介休阻革命军南下。次日，侯少白等人即赴介休。启程前，同张志良接头，约定张志良同临汾的防军官长接洽，侯少白与张世吾、范若卿、洪洞苏甲名，赴岭北会晤革命军南路军的刘汉卿司令。
当时，陈政诗的司令部已移往霍州，派骑兵管带尹钦齐率骑兵驻灵石县水头镇，其前卫尖兵为陈子标哨。尹钦齐营驻韩侯岭，李家有营驻仁义、郭家沟地区。上述各地均为侯少白等人赴介休的必经之路，侯少白乃在途中与各位带兵官长尹钦齐、李家有、陈子标见面，各位官长同意向刘汉卿的革命军表同情，各部队均主动调离原防地15里或者20里，从而使刘汉卿部可向南速进。当天，刘汉卿部后队队官王泽山全队通过水头镇，占领了韩侯岭。陈政诗闻讯，乃知所辖部队不听命令，即撤往赵城，并命令刚刚调来临汾的童宝山营暂驻洪洞，暂停北进。陈政诗自己由赵城回到临汾，结果临汾的官兵不听指挥，并且逃往绛州，而侯少白等人见谋划成功，没有赴介休的必要，便由水头镇回到赵城。
这时，临汾城内外驻有新、旧防军共九旗，临汾府知府耆昌早已被陈政诗送走，经东阳关回到北京，临汾城内的清朝官员仅余临汾县知县武树善一个人。侯少白随王泽山的后队自赵城开至洪洞，杨临洙的前队也抵达洪洞。但王泽山、杨临洙均奉命到洪洞即停止进军，原地待命。张志良一天多次致函侯少白，催促部队尽快前进。在洪洞的侯少白与王泽山、杨临洙会面，请求尽快开入临汾，最后王泽山同意将全队开赴临汾，于半夜抵达临汾郊外。侯少白先入城同张志良等人布置，决定城内军队一律于次日清晨移驻东关。王泽山队入临汾城后暂驻平阳女子学堂，武树善随即前来拜见王泽山队官兵，并设酒席为官兵洗尘。由此，革命军和平占领临汾城，此时约为1911年11月底。次日，刘汉卿军的左队、右队均抵达临汾城；第三日，刘汉卿司令率李大魁、郝富珍、叶滋妆等人也抵达临汾城，司令部驻临汾贡院。此后，临汾的清军各部被革命军收编。
刘汉卿司令在临汾仅驻两天，便率军南下，在侯马南隘口山遭遇巡查河防返回临汾的谢有功。数天后，刘汉卿部得知太原被清军占领，士气萎靡，刘汉卿亲赴前线督战时阵亡，余部撤回临汾。此时，临汾被已叛变的童宝山占据，刘汉卿的余部四散。起初，临汾全部军队归革命军的王家骏、许志显统率，向北开赴太原，行至洪洞闻知清军占领太原，驻洪洞的童宝山乃率全营官兵叛变回到临汾，占领了临汾城四个城门。此时，革命军方面的牛如虎正在洪赵一带招募新兵，张聊升正赴城西各个村庄收款收枪，尚未回临汾城。革命军方面的临汾府知府刘拱璧突闻童宝山叛变并已占据城门，便在未通知任何人的情况下，独自在夜间逃出临汾城，甚至将他邀来临汾参与革命的贡生张成林也留在了知府衙门内。张聊升带着收来的枪款回到临汾城西门时，被童宝山袭击，最终被俘虏，在海子边遭到杀害。童宝山在知府衙门逮捕了张成林，交由临汾县知县武树善杀害。牛如虎等人在洪赵招募新兵，每天派公车送至临汾，已到临汾者约100多人，正在交付知府查验，也被童宝山拉到海子边全部杀害。
1918年7月，安福系继续操纵中国各地正在举办的中华民国第二届国会议员选举。在陕西省的选举中，陕西督军陈树藩一人指定候选人，只许选民投指定的王越、武树善等人的票。选举当天，“军人监场，一一干涉”，结果王越等指定候选人均当选。投票选举候补人时，有三人没有按照指定名单选举，而另选他人，被陈树藩查出之后下令逮捕，“三人几遭杀身之祸”。武树善由此当选中华民国第二届国会参议员。1920年，中华民国第二届国会解散。
1948年底，武树善逝世，享年85岁。

## 著作
- 武树善 编纂，陕西金石志 三十卷（附补遗二卷），1934年